# Chrysometa ludibunda
Chrysometa ludibunda là một loài nhện trong họ Tetragnathidae.
Loài này thuộc chi Chrysometa. Chrysometa ludibunda được Eugen von Keyserling miêu tả năm 1893.